# Біла акація (фільм, 1957)
«Біла акація» (рос. «Белая акация») — радянський музичний фільм-спектакль 1957 року режисера Георгія Натансона за однойменною виставою Одеського театру музичної комедії (головний режисер театру і постановник вистави — Ізакін Гріншпун).

## Сюжет
Китобойна флотилія йде в далеке плавання на промисел, а вдома моряків чекають рідні, кохані і друзі. Капітан флотилії, красень Костя Купріянов, залишає на березі наречену Ларису, дівчину досить ефектну зовні, але порожню, хитру і вульгарну по суті. А по Кості таємно зітхає зовсім молода дівчина, «морська дочка» Тоня Чумакова.

## У ролях
- Ідалія Іванова —  Тоня Чумакова
- Олександр Стародуб —  Костя Купріянов, капітан гарпунерів
- Євгенія Дембська —  Лариса
- Михайло Водяной —  Яшка «Буксир»
- Н. Кочкін —  Петро Тимофійович Чумаков, гарпунер-наставник
- Валентина Франчук —  Ольга Іванівна
- Муза Крепкогорська —  Катя
- М. Дашевський —  Корабльов
- Шева Фінгерова —  Серафима Степанівна, тітка Сима
- Віктор Алоїн —  Женя Моргунов

## Творча група
- Сценарій: Володимир Масс, Михайло Червинський
- Режисер: Георгій Натансон
- Оператор: Яків Куліш
- Композитор: Ісак Дунаєвський